# Francesco Piccolomini (jesuita)

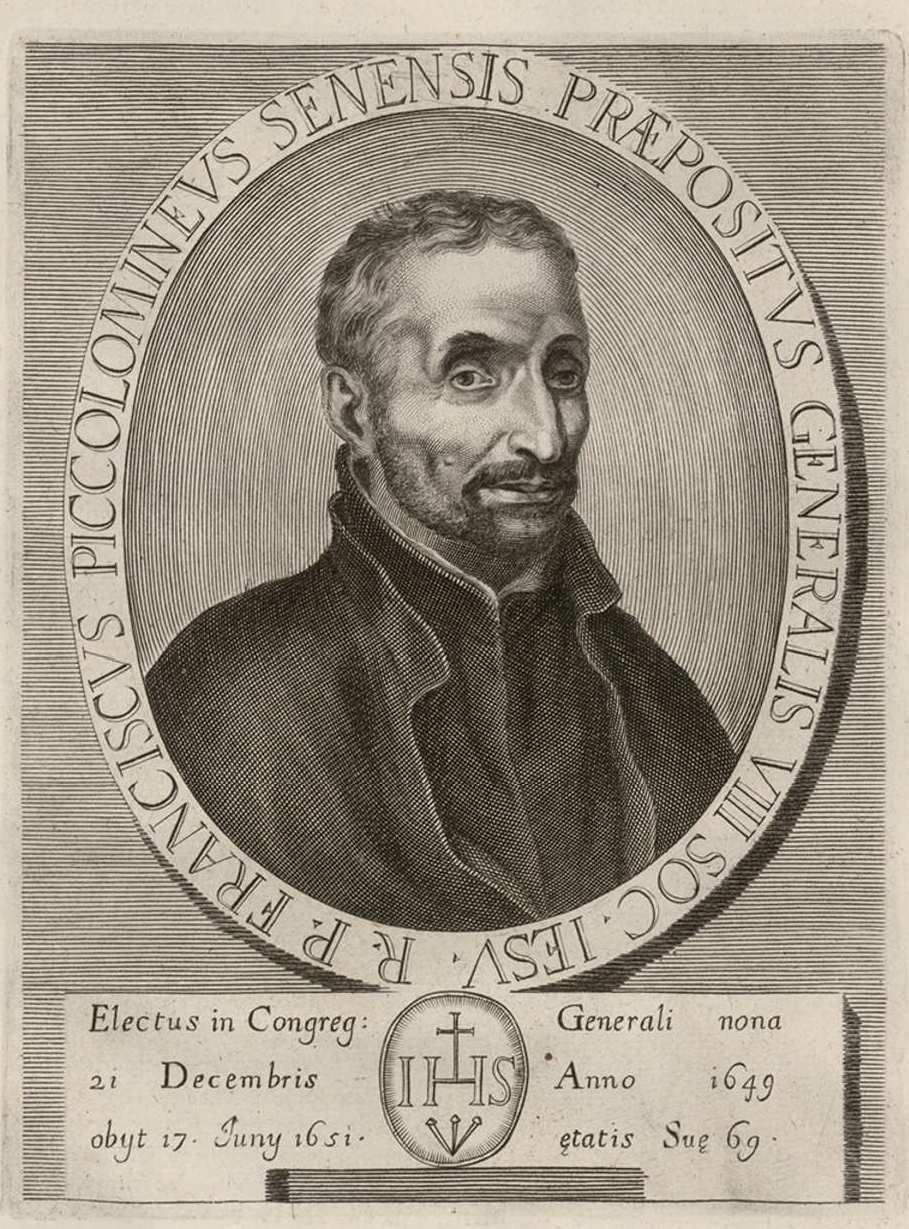
Francesco Piccolomini. Grabado de Arnold van Westerhout para los Ritratti de' prepositi generali della Compagnia di Gesù delineati, ed incisi da Arnaldo Van Westherhout, Roma, 1748. Biblioteca Nacional de España.

Francesco Piccolomini (Siena, 22 de octubre de 1582-Roma, 17 de junio de 1651) fue el octavo Prepósito General de la compañía de Jesús.

## Biografía
Perteneciente a la noble familia sienesa de los Piccolomini era pariente de los papas Pío II y Pío III. Entró en la Compañía de Jesús en 1600 y fue profesor de filosofía en el Colegio Romano. Posteriormente fue superior provincial de Roma, Milán y Venecia.
Tras la muerte de Vincenzo Carafa fue elegido octavo general de los jesuitas el 21 de diciembre de 1649. Tras dieciocho meses en el cargo falleció en junio de 1651 a los 69 años.